# Triple Cripple
Tripple Cripple var ett svenskt band från Uppsala som existerade 1980–1985. De spelade en blandning av punk, hårdrock och jazz.
Bandet grundades 1980 i Uppsala av tre unga män. Gruppen är mest känd för sin låt "Born to Fuck" som fanns med på EP:n Tripple Cripple rensar stan. Gruppen fick uppmärksamhet i olika svenska musikmagasin med temat rock, punk och jazz. Bandet ställde upp i ett flertal talangtävlingar i Uppsala och Stockholm 1980-1982 men vann aldrig. Sångaren Daniel Werkmäster hade som rutin att strippa i slutet av konserterna till Monty Pythons "Always Look on the Bright Side Of Life". Bandet återförenades för en konsert 1985, däremot utan sångaren. Efter det gick bandmedlemmarna skilda vägar och fortsatte spela i olika band i Uppsalaområdet.

## Medlemmar
- Daniel Werkmäster: Sång
- Tomas Foucard: Gitarr
- Bengt Bengtsson: Bas

### Diskografi
- 1981 - EP:n Tripple Cripple rensar stan "Funbo City Rockers" – "High heels and leather" – "Pengarna eller trosorna" – "Born to fuck" – "Baby I don’t *mind" – "Adjö" (Quasimodo 0001 -81)[2]
- 1981 - Medverkan på samlings-LP:n Svenska Tonårsgrupper vol 3 med låten "Ung & grym" (Konkurens KONK 002 -81)[1]
- 19?? - Medverkan på samlings-LP:n Powerpearls vol 10 med låten "Baby I don’t mind" (Bootleg)[1]